# Lligament lateral extern del genoll

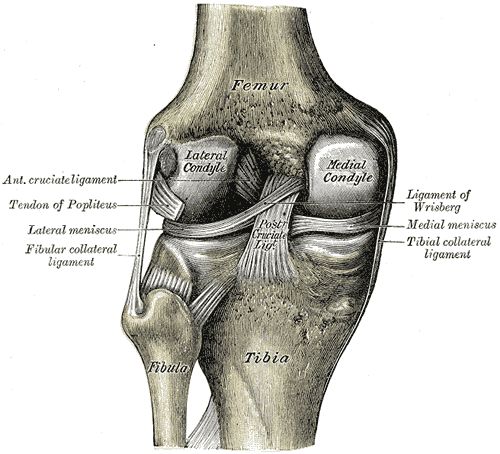
Imatge del genoll esquerre humà, vist des de darrere, a la qual hi és visible el lligament lateral extern (fibular collateral ligament)

El lligament lateral extern del genoll és un dels quatre principals lligaments que sustenten l'articulació del genoll. Els altres són el lligament lateral intern, el lligament creuat anterior i el lligament creuat posterior.

## Descripció
Uneix el fèmur amb el peroné a nivell del genoll. S'origina en el còndil extern del fèmur i s'insereix en la regió externa del cap del peroné. La seva funció és no permetre la mobilitat lateral de l'articulació del genoll i evitar el genu varum excessiu. Mesura de 5 a 6 cm de llarg i uns 5 mm d'ample.
Les lesions principals que l'afecten són l'esquinç i el trencament, que són molt freqüents en la pràctica d'alguns esports, com ara el futbol.
Cal no confondre’l amb el lligament homònim de l'articulació del colze.